# Ніккі Пейн (веслувальниця)
Ніккі Пейн (англ. Nikki Payne, 26 липня 1960) — новозеландська академічна веслувальниця.
Бронзова призерка Олімпійських Ігор 1988 року в складі розпашної двійки без стернової.